# Nazionale maschile di beach soccer del Libano
La nazionale di beach soccer del Libano rappresenta il Libano nelle competizioni internazionali di beach soccer.

## Rosa
| N. |                   | Ruolo | Calciatore                |
| -- | ----------------- | ----- | ------------------------- |
| 1  | Libano (bandiera) | P     | Mohamed Choker            |
| 2  | Libano (bandiera) | D     | Mohamad Halawi (captaino) |
| 3  | Libano (bandiera) | D     | Mahmoud Hawila            |
| 4  | Libano (bandiera) | D     | Hussein Al Salehi         |
| 5  | Libano (bandiera) | A     | Hassan Al Jaafil          |
| 6  | Libano (bandiera) | A     | Mohamad Mechleb Matar     |

| N. |                   | Ruolo | Calciatore       |
| -- | ----------------- | ----- | ---------------- |
| 7  | Libano (bandiera) | D     | Mohamad Merhi    |
| 8  | Libano (bandiera) | D     | Karim Mokdak     |
| 9  | Libano (bandiera) | C     | Hussein Abdullah |
| 10 | Libano (bandiera) | D     | Haitham Fattal   |
| 11 | Libano (bandiera) | D     | Hussein Salame   |
| 12 | Libano (bandiera) | P     | Chafik Elmir     |